# BYD Seal
BYD Seal – elektryczny samochód osobowy klasy średniej produkowany pod chińską marką BYD od 2022 roku.

## Historia i opis modelu

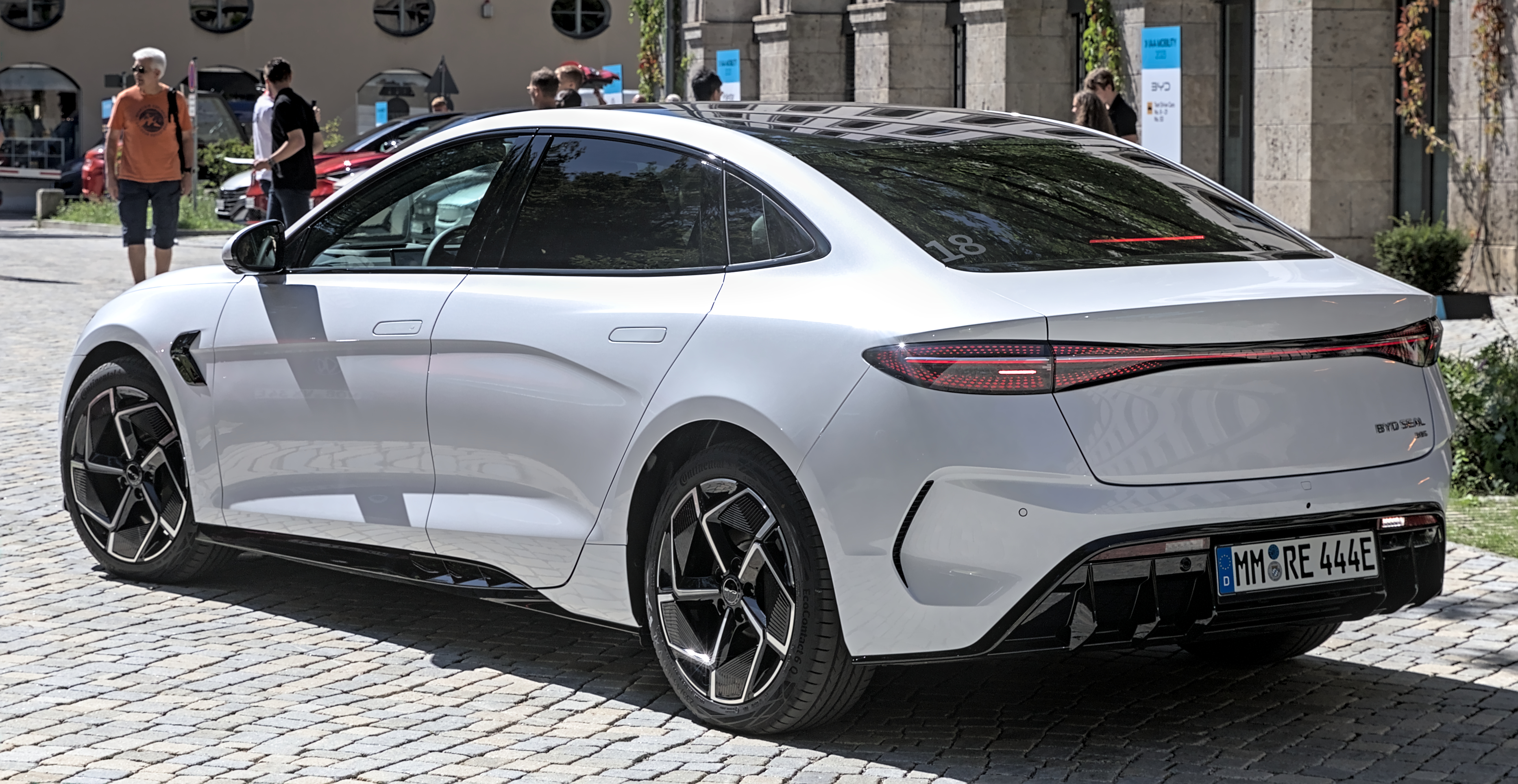
BYD Seal - tył

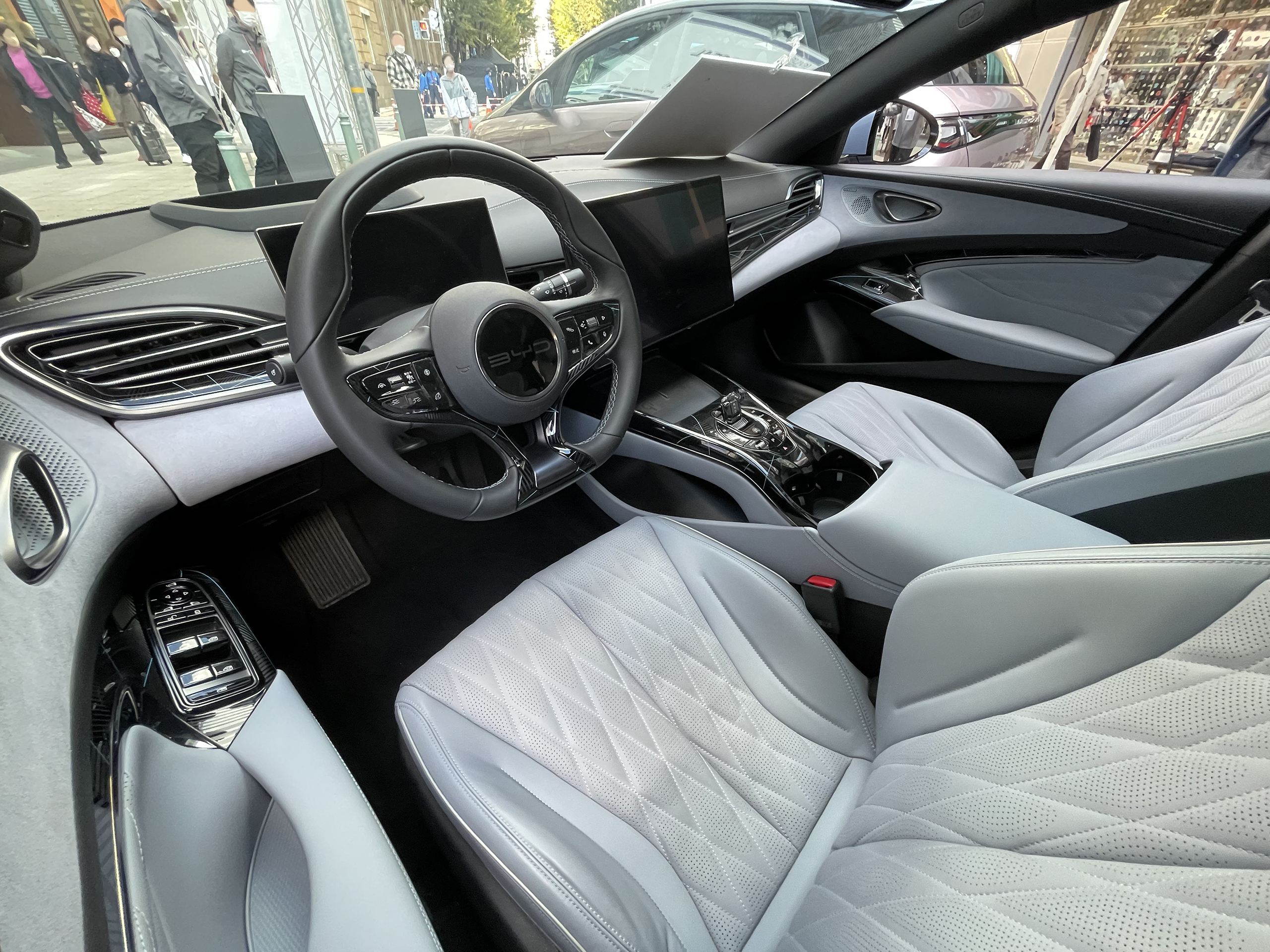
BYD Seal - kokpit

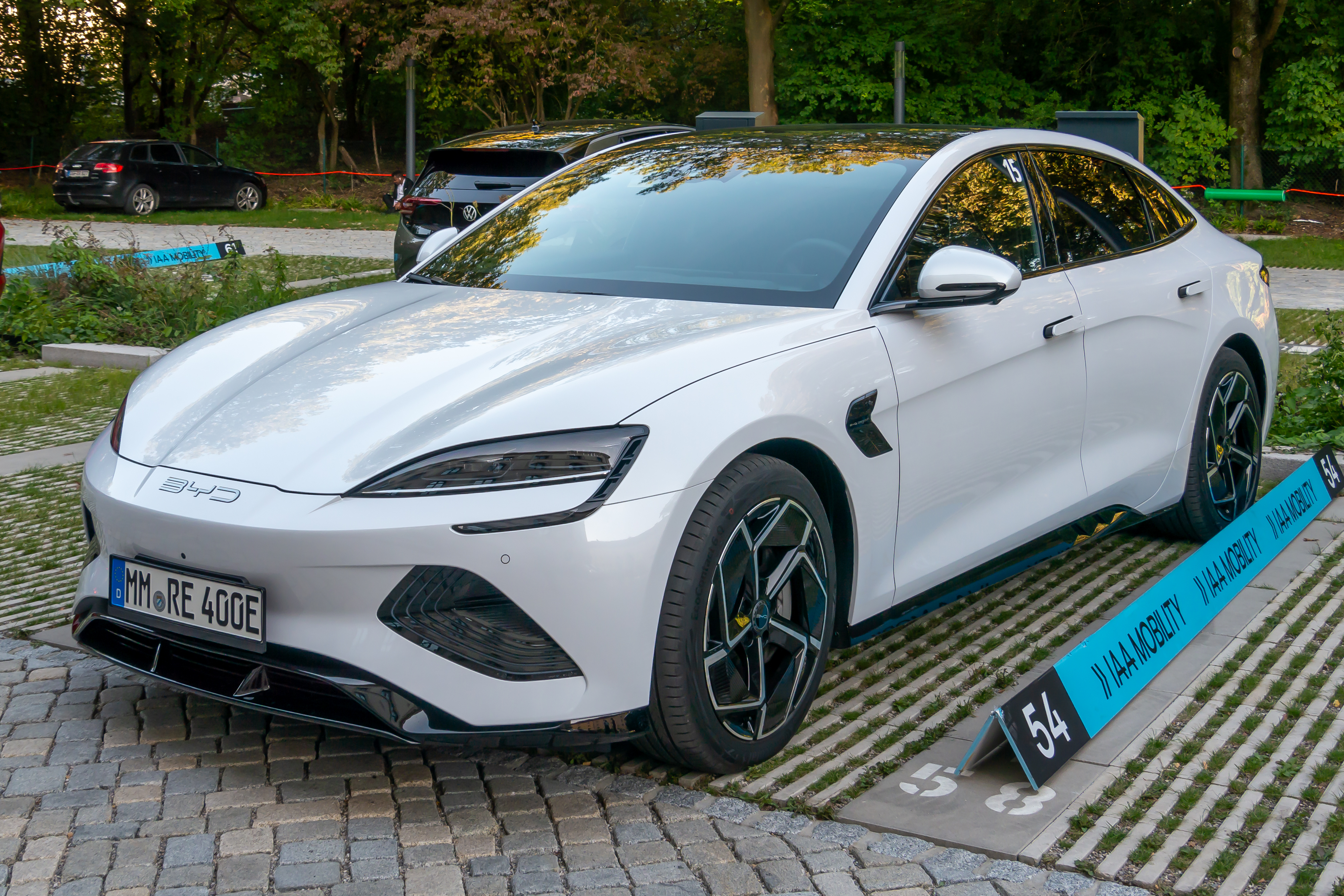
europejski BYD Seal

W kwietniu 2022 BYD Auto przedstawił nowy w pełni elektryczny model, który uzupełnił ofertę w klasie średniej jako konkurent m.in. Tesli Model 3. Samochód zasilił ofertę chińskiej firmy w ramach nowej, rozbudowywanej linii "Ocean" składającej się z bardziej awangardowo stylizowanych modeli, powstając pod nadzorem szefa działu projektowego, niemieckiego stylisty Wolfganga Eggera. Smukła sylwetka wyróżniła się wąskimi, agresywnie ukształtowanymi reflektorami z podwójnymi soczewkami, szpiczastym przodem z podwójnymi przetłoczeniami, a także dużymi wlotami powietrza z rozbudowanym oświetleniem LED. Pas boczny wzbogaciło rozbudowane przetłoczenie, z kolei krótki, ścięty tył zwieńczyły owalne lampy wykonane w technologii LED, które połączono świetlną listwą. Dzięki oparciu o modułową platformę e-Platform 3.0 BYD Seal wyróżnił się relatywnie dużym, prawie 3 metrowym rozstawem osi, który wpłynął na krótki tylny zwis.
Kabina pasażerska została utrzymana w futurystycznym wzornictwie, z nieregularnie ukształtowanymi panelami na boczkach drzwi, kokpicie i środkowym tunelu inspirowanymi falami. Do wykończenia wnętrza zastosowano mieszankę składającą się z trzech głównych barw: błękitu, szarości i czerni. Deskę rozdzielczą przyozdobiły dwa wyświetlacze: pierwszy, przeznaczony do cyfrowych wskaźników, znalazł się przed kierownicą i zyskał przekątną 8,8 cala. W centralnym punkcie deski rozdzielczej znalazł się obszerny, 15,6 calowy ekran dotykowy do sterowania systemem multimedialnym oraz podstawowymi funkcjami sterowania pojazdem.

### Lifting
W sierpniu 2024 BYD Seal przeszedł restylizację. Z zewnątrz zachowała ona kosmetyczny zakres, dokonując tylko modyfikacji w dolnej części przedniego oraz tylnego zderzaka, dodając przy tym nowe logo firmowe na klapie bagażnika. Znacznie obszerniejsze zmiany wprowadzono wewnątrz, gdzie całkowicie wycofano projekt deski rozdzielczej z 2022 roku na rzecz nowego układu. Wproadzono inną kierownicę, bardziej stonowane wykończenie kokpitu i tunelu środkowego, a także niżej osadzone nawiewy. 

### Sprzedaż
BYD Seal rozpoczął przedsprzedaż elektrycznego sedana w maju 2022 roku, z cenami rozpoczynającymi się od pułapu 220 tysięcy juanów. Samochód okazał się być bestsellerem i jednym z najlepiej oraz najszybciej sprzedających się samochodów 2022 roku w Chinach: ciągu pierwszych 6 godzin od otwarcia listy zamówień producent znalazł 22 tysiące chętnych, a tylko w lipcu sprzedano 110 tysięcy egzemplarzy. Regularna sprzedaż pojazdu ruszyła w połowie lipca, kiedy to też pierwsze sztuki trafiły do dealerów oraz klientów. BYD przewidział także uruchomienie sprzedaży Seala na wybranych rynkach zagranicznych, początkowo mówiąc o Australii i Malezji. Najpierw jednak w kwietniu 2023 zadebiutował Seal w specyfikacji europejskiej na wyselekcjonowane rynki jak Holandia, Niemcy czy Norwegia.

### Dane techniczne
Seal to samochód w pełni elektryczny, do którego budowy wykorzystano nietypowe rozwiązanie CLT (ang. cell to body), która oznacza baterię przymocowaną bezpośrednio do szkieletu i zapewnia obniżoną masę przy optymalnej sztywności. Rozmiar akumulatora może przyjąć 61,4 kWh oferującym 550 kilometrów zasięgu lub 82,5 kWh z ok. 700 kilometrów maksymalnego zasięgu na jednym ładowaniu lub 650 kilometrów zasięgu, jeżeli wybierze się wariant AWD. 800-woltowa instalacja ma pozwolić na uzupełnienie do ok. 300 kilometrów zasięgu w 15 minut. Poza dwoma rozmiarami baterii, producent przewiduje także trzy warianty napędowe. Podstawowe dwa, tylnonapędowe, rozwijają moc 201 lub 310 KM, z kolei topowy AWD przewiduje 520-konny silnik elektryczny.